# コスモス3号
コスモス3号(Kosmos 3、ロシア語:Космос 3)または2MS #1は、科学調査と技術実証を目的とした人工衛星であり、ソビエト連邦により1962年に打ち上げられた。西側ではスプートニク13号(Sputnik 13)とも呼ばれる。3機目のコスモス衛星であり、18日早く打ち上げられたコスモス2号に続く2機目のMS衛星である。主目的は将来の人工衛星のためのシステム実証と宇宙線や放射線に関するデータの収集であった。
コスモス2I 63S1 s/n 4LKに搭載して打ち上げられた。コスモス2Iにとって5度目の打上げで、軌道に到達したのは3度目となった。1962年4月24日04:00(UTC)にカプースチン・ヤールのマヤーク発射施設第2発射台から打ち上げられた。
近地点204 km、遠地点1,142 km、軌道傾斜角49°、軌道周期93.8分の低軌道に乗せられた。1962年10月17日に軌道減衰した。
コスモス2号は、2機打ち上げられた2MS衛星の1機目であった。2機目は1962年5月28日にコスモス5号として打ち上げられたが、軌道に到達しなかった。2MS衛星は、2タイプのMS衛星の後のもので、コスモス2号として打ち上げられた1MS衛星から引き継がれた。